# Yair Golan
Yair Golan (Rishon LeZion, 14 maggio 1962) è un generale e politico israeliano, presidente del partito I Democratici .

## Biografia
Nato e cresciuto a Rishon LeZion. Il padre emigrò nel 1935 con i suoi genitori dalla Germania nazista per stanziarsi nel Mandato britannico della Palestina. 

### Carriera militare
Reclutato nel 1980, dopo aver passato l'accademia aeronautica decise di seguire suo fratello arruolandosi come volontario paracadutista. 

### Carriera politica
È stato eletto deputato della Knesset nel 2019 per l'Unione Democratica, mentre nel 2020 e nel 2021 per il Meretz. 
Il 28 maggio 2024, col 95% delle preferenze, viene eletto presidente del Partito Laburista. 
Il 12 luglio 2024, dall'unione del Partito Laburista e del Meretz, fonda il partito I Democratici di cui ne è  il presidente dalla sua fondazione.